# Kari Traa
Kari Traa (n. 28 ianuarie 1974, Voss (comună), Hordaland, Norvegia) este o sportivă ce a reprezentat Norvegia, medaliată olimpică. A participat la 4 ediții ale Jocurilor Olimpice (1992, 1998, 2002, 2006) în care a câștigat o medalie de aur, o medalie de argint și o medalie de bronz.